# گل‌ساعتی معمولی
گل ساعتی معمولی (نام علمی: Passiflora caerulea) گیاهی زینتی بالارونده چند ساله یا دائمی است؛ که بیشتر در آمریکای جنوبی، کشورهای آرژانتین، پاراگوئه، اروگوئه و برزیل یافت می‌شود. این گیاه اگر چه اغلب در زمستان‌ها می‌خشکد یا از بین می‌رود ولی در سال بعد قوی‌تر از سال قبل مجدداً رشد و نمو می‌کند. گل‌های زیبا و بزرگ آن معطر بوده و دارای کاسبرگ و گلبرگ‌های بزرگ به رنگ سفید، صورتی و میخکی است که گل آذین یا سنبله‌ای با رشته‌های رنگین آبی یا سایه دار شده‌ای با رنگ‌های سفید و ارغوانی در قسمت مرکز هر گل آن وجود دارد. برگ‌های آن شبیه برگ نخل هستند و به صورت نیمه سبز بوده و بر روی ساقه‌های مربع یا چهارگوش سبز، ظاهر می‌شوند که آن‌ها نیز به وسیلهٔ رشته‌های چسبنده یا زائده‌های سبز و لاغر پیچنده و بالا رونده‌ای، نگهداری یا حمایت می‌شوند. ازدیاد و تکثیر گیاه زینتی و روندهٔ گل ساعتی از طریق کاشت قلمه‌های چوب نرم یا نیمه رسیده و برگرفته شده در تابستان یا از راه کاشت بذر آن انجام می‌شود.